# Gunung Payung
Gunung Payung is een bestuurslaag in het regentschap Bengkulu Utara van de provincie Bengkulu, Indonesië. Gunung Payung telt 329 inwoners (volkstelling 2010).